# Kenan & Kel (televisieserie)
Kenan & Kel is een Amerikaanse sitcom die van 1996 tot 2000 te zien was op Nickelodeon. De hoofdpersonen van de show zijn Kenan Thompson en Kel Mitchell. In vier seizoenen zijn er 61 afleveringen en één televisiefilm, genaamd Two Heads Are Better Than None, geproduceerd. De eerste twee seizoenen zijn gefilmd in de Nickelodeon Studios in Orlando (Florida) en de andere twee in het Nick On Sunset theater in Hollywood. In de serie speelt het zich af in Chicago, IL.
De serie was hier eerder te zien op Nickelodeon en in Nederland ook even op The Box. Tussen juni 2007 en begin 2010 was de serie niet meer te zien. De serie werd in 2010 herhaald om vervolgens weer zes jaar van de buis te verdwijnen. Met de komst van het 24-uurskanaal van Nickelodeon op 12 december 2016, werd de serie opnieuw uitgezonden onder de vlag van "Splat", met een dubbele aflevering elke doordeweekse dag om 00:00.
In de show zijn er een paar standaardzinnen:
Kel:
1 Het citaat: Who loves Orange soda? (tekst van Kenan). Kel loves Orange soda. (tekst van Kel). Is it true? (tekst van Kenan). MMmm, I do, I do, I do-oe. (tekst van Kel).
2 Als de show start vertelt Kenan altijd iets wat eindigt met iets raars en mysterieus en Kel sputtert dan even tegen, waarop hij zegt: Oh, here it goes. Als de show eindigt komt Kenan op het laatst met een raar plannetje aanzetten waarop Kel weer tegensputtert en uiteindelijk weer zegt: Oh, here it goes.

## Cast
| Acteur         | Personage       |
| -------------- | --------------- |
| Kenan Thompson | Kenan Rockmore  |
| Kel Mitchell   | Kel Kimble      |
| Dan Frischman  | Chris Potter    |
| Vanessa Baden  | Kyra Rockmore   |
| Ken Foree      | Roger Rockmore  |
| Teal Marchande | Sheryl Rockmore |

## Seizoenen
| Seizoen   | Afleveringen | Eerste uitzending | Laatste uitzending |
| --------- | ------------ | ----------------- | ------------------ |
| Seizoen 1 | 14           | 17 augustus 1996  | 11 januari 1997    |
| Seizoen 2 | 13           | 6 september 1997  | 27 december 1997   |
| Seizoen 3 | 22           | 10 oktober 1998   | 8 mei 1999         |
| Seizoen 4 | 12           | 7 augustus 1999   | 3 mei 2000         |

## Film
Er is één film gemaakt van de Kenan & Kel serie, Two Heads Are Better Than None. De Rockmores raken verdwaald als ze op vakantie gaan en ontmoeten een persoon zonder hoofd.

## Gastrollen
- Ron Harper
- The Lady of Rage
- Bill Bellamy
- Kurt Loder
- Tamia
- Dan Schneider
- Karan Ashley
- Britney Spears
- David Alan Grier
- Dr. Joyce Brothers
- Rondell Sheridan
- Bob Eubanks
- Nick Cannon
- Whitman Mayo
- Tank Abbott
- Elizabeth Foy
- Juan Pablo Montoya

## Trivia
- Kel Mitchell keerde op 12 september 2015 terug naar Nickelodeon, in de nieuwe serie van Dan Schneider, Game Shakers.